# Jefre Vargas
Jefre José Vargas Belisario (Caracas, Venezuela, 12 de enero de 1995) es un futbolista venezolano que juega como defensa en Academia Puerto Cabello de la Primera División de Venezuela.

## Trayectoria

### Inicios
Nacido en la Parroquia de Catia, hijo de Yelitza Belisario y Francisco Vargas y hermano menor del también futbolista profesional Jefri Vargas, del Pellícanos FC. Comenzó a jugar fútbol con su mismo hermano en las caimaneras de fútbol sala en las canchas de Gramoven.
En el año 2008 llegó a las inferiores del Caracas FC cuando tenía 13 años, anotando 10 goles en Torneo Colegial B en donde quedaron subcampeones. También, participa en el Campeonato Nacional Sub-15 y Sub-18.

### Caracas Fútbol Club
Un viernes 28 de septiembre, cuando se dirigía a los entrenamientos del filial rojo, el asistente técnico del primer equipo le comunicó que había sido convocado para el juego de la jornada 8 con el conjunto mayor ante el Portuguesa. A los dos días, cuando se disputaba el partido en el minuto 77, Ceferino Bencomo le recomendaba desde el banquillo que regateara por la banda derecha y lanzara centros al área cuando le tocara entrar al terreno de juego. A falta de trece minutos para que termine el encuentro, Jefre, entra por otro juvenil, Rafael García, para tratar de defender la victoria protagonizada por Fernando Aristeguieta. El debutante alegó la dificultad de jugar en primera ya que hay menos tiempo y espacio para soltar el balón.
Cuatro días después disputó su primer partido como titular en el partido de vuelta de octavos de final de la Copa Venezuela 2012 ante el Mineros de Guayana. El 2 de diciembre sufre su primera expulsión ante el Monagas Sport Club al cometer dos faltas sancionadas con tarjeta amarilla. La lesión de Amaral y la regla sub-20 impuesta por la Federación Venezolana de Fútbol fueron fundamentales en la participación de Jefre Vargas en su primer semestre como profesional. Jugó 401 minutos en ocho partidos del Torneo Apertura 2012.